# Danny Meeuwsen
Danny Meeuwsen (Nijmegen, 19 september 1978) is een Nederlandse judoka in de gewichtsklasse tot 100 kilo. Hij werd drie keer Nederlands kampioen. Meeuwsen bleek in 2002 teelbalkanker te hebben, waar hij van herstelde.
Meeuwsen behaalde naast Nederlandse titels in 1999, 2003 en 2005, één zilveren en drie bronzen medailles op NK's. Hij haalde viermaal brons bij World Cup-wedstrijden.
Naast internationaal wedstrijdjudoka is hij fysiotherapeut, judoleraar en docent bewegingstherapie. Meeuwsen volgde een opleiding aan het CIOS (afgerond in 1999) en studeerde fysiotherapie in Nijmegen (afgerond in 2004).

## Trivia
- Meeuwsen vertelde over zijn ziekte in het medische televisieprogramma Vinger aan de Pols in de uitzending van 29 juli 2008.